# گروه گروزنی
گروه گروزنی (انگلیسی: Grozny Group) یک گروه کوه آتشفشانی در جزایر کوریل کشور روسیه است.